# Hip-hop autrichien

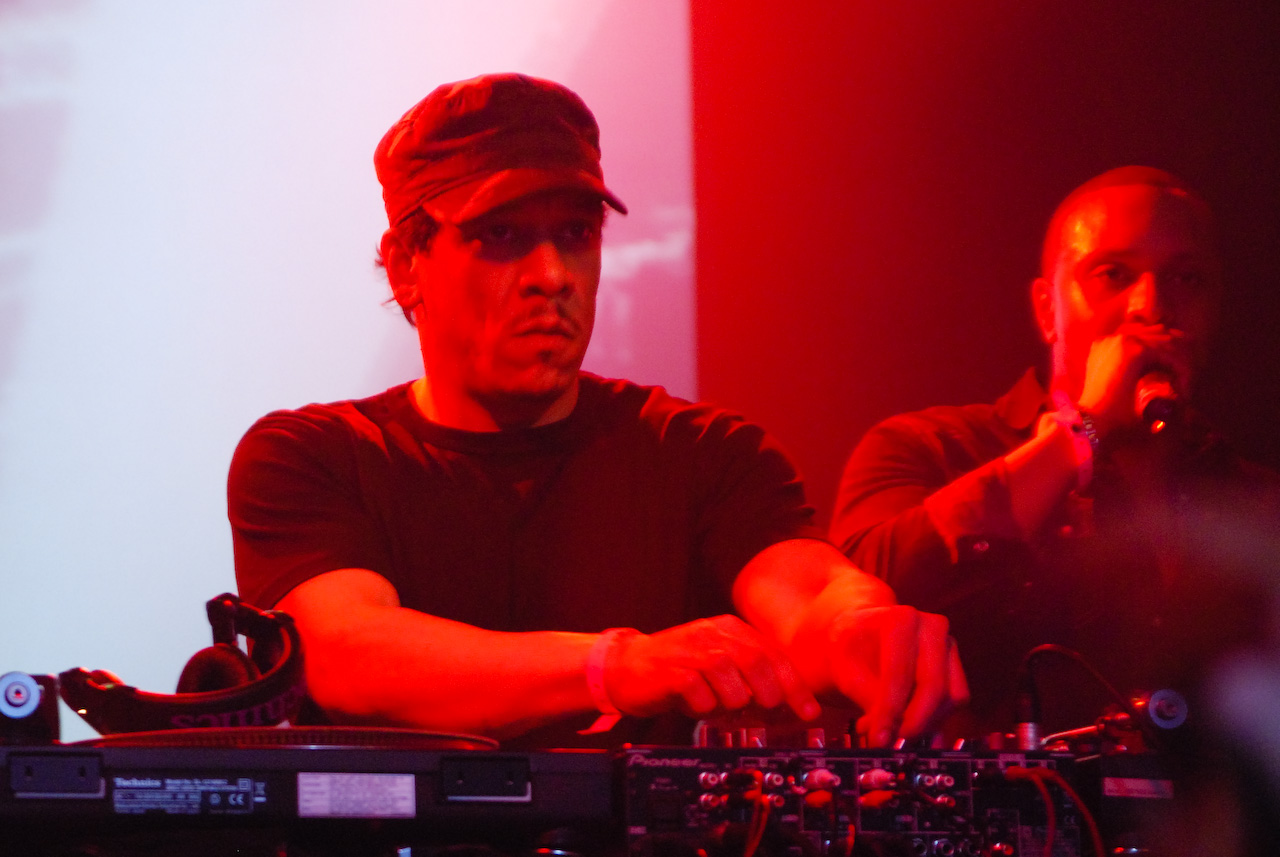
Rodney Hunter en 2008.

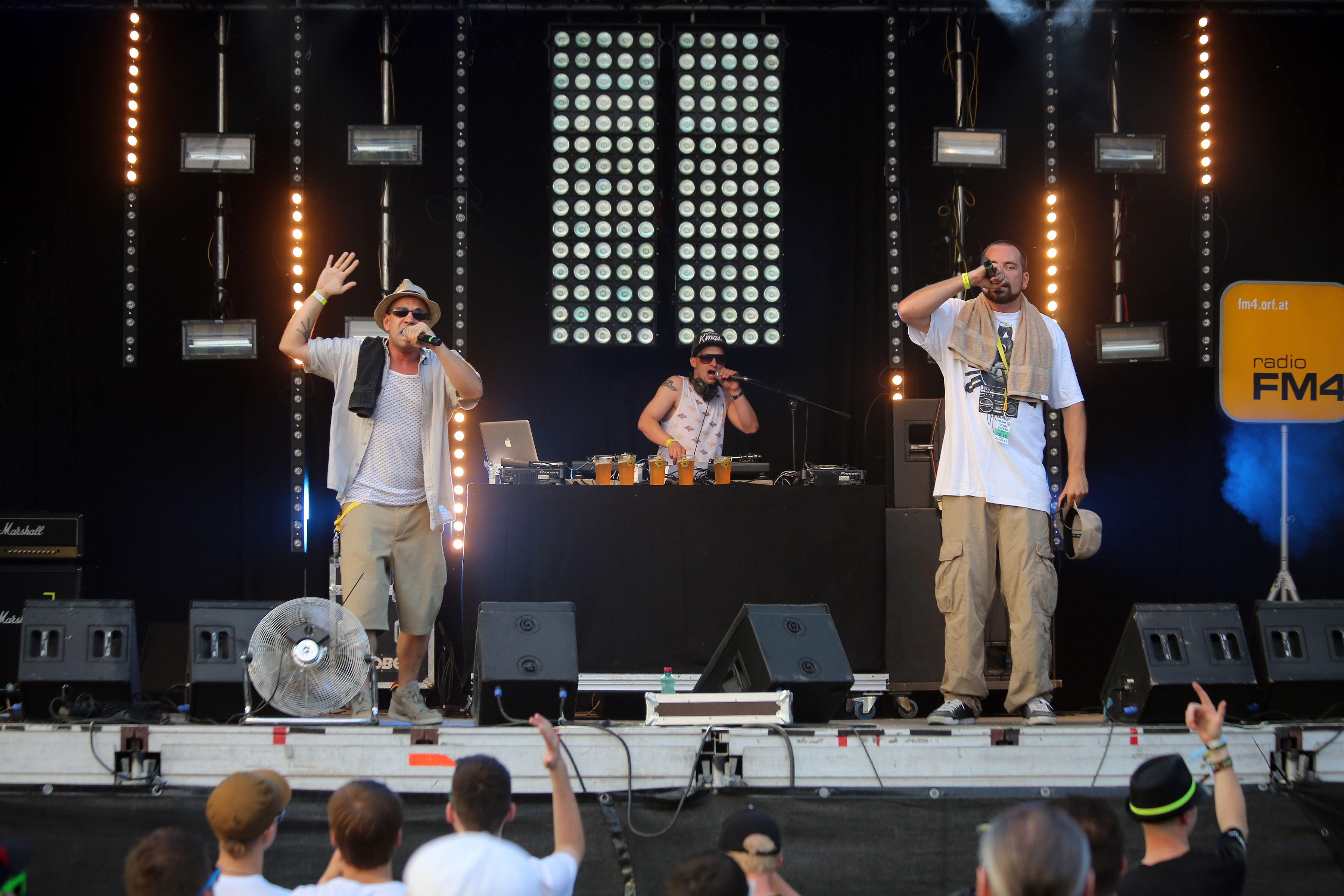
A.geh Wirklich?, Fuchs MC, et DJ King en 2013.

Le hip-hop autrichien désigne la culture hip-hop en Autriche. À la différence de la scène hip-hop allemande, les artistes autrichiens de hip-hop ne sont pas directement connu du grand public, mais principalement diffusés sur des chaines de radio underground comme FM4 et gotv.

## Histoire
D'une manière semblable aux scènes hip-hop allemande, suisse et britannique, le hip-hop autrichien émerge au début des années 1990. Le premier album hip-hop « officiel », Swound Vibes de The Moreaus, est publié en 1990. À cette époque, cependant, d'autres groupes comme Schönheitsfehler, Fünfhaus Posse et Texta, émergent. La chaine de radio FM4 et Ö3 joueront un rôle important dans le développement du hip-hop dans le pays. Le chanteur pop autrichien Falco est d'ailleurs perçu comme l'un des pionniers du rap autrichien, bien qu'il l'ait nié à plusieurs reprises.
En 2000, le groupe Schönheitsfehler accueille son premier succès commercial, après sa diffusion en continu sur la chaine de radio FM4. Avec SexDrugsAndHipHop et le single Fuck You, le groupe se met en avant sur la scène. En même temps, le supergroupe hip-hop underground autrichien Rooftop Clique, fait son apparition (HRC, PerVers, Sheyla J, A.geh Wirklich?, Gerard MC, Bonz et Seizu).
Au milieu des années 2000, le groupe Texta lance le label Tonträger Records  afin de s'établir dans la scène musicale alternative en Autriche. Markante Handlungen sont parmi les artistes qu'ils ont signé. Le duo de production Beatlefield (composé de Chakuza et DJ Stickle), originaire de Linz, participe à l'album Staatsfeind Nr. 1 de Bushido.